# Sigríður Lára Garðarsdóttir
Sigríður Lára Garðarsdóttir (* 11. März 1994) ist eine isländische ehemalige Fußballspielerin, die zuletzt 2023 wieder für ÍBV Vestmannaeyja spielte. Zwischen 2016 und 2020 wurde sie zwanzigmal in der isländischen Fußballnationalmannschaft der Frauen eingesetzt, mit der sie an der Fußball-Europameisterschaft der Frauen 2017 teilnahm.

## Karriere

### Im Verein
Sigríður Lára startete ihre Karriere bei ÍBV Vestmannaeyja. Am 24. Juli 2009 spielte sie vier Monate nach ihrem 15. Geburtstag erstmals in einem Zweitligaspiel für ÍBV als sie zur zweiten Halbzeit eingewechselt wurde.   Vier Tage später erzielte sie beim 7:0-Sieg im Rückspiel ihr erstes Ligator. Sie kam in der Saison auf insgesamt sechs Einsätze in der regulären Saison und vier Einsätze in der Aufstiegsrunde, die aber nicht erfolgreich abgeschlossen wurde. Auf genausoviele Gesamteinsätze kam sie ein Jahr später, aber diesmal gelang der Aufstieg in die Pepsideild kvenna. Hier war sie dann ab 2011 Stammspielerin und konnte den dritten Platz in der Liga erreichen. 2012 gelang sogar die Vizemeisterschaft. 2013 hatte sie dann nur sieben Einsätze, aber 2014 kam sie wieder auf die maximal mögliche Anzahl von 18 Ligaspielen. Nun reichte es für ÍBV aber nur noch für Mittelfeldplätze, 2017 konnte immerhin noch der Pokal gewonnen werden. 2018 wechselte sie nach zwei Drittel der Saison nach Norwegen um für Lillestrøm SK Kvinner in der Toppserien zu spielen. Für die Norwegerinnen hatte sie dann auch ihren bisher einzigen Einsatz in der UEFA Women’s Champions League. Beim 1:0-Sieg im Rückspiel des Sechzehntelfinales gegen den russischen Meister Swesda 2005 Perm hatte sie einen 19-minütigen Kurzeinsatz. Nach dem Gewinn der Meisterschaft kehrte sie zurück nach Island. Nach einer weiteren Saison für ÍBV wechselte sie zur Saison 2020 zum FH Hafnarfjörður.
Im 

### Für die Nationalmannschaft
Sigríður Lára durchlief ab 2010 die isländischen Juniorinnenmannschaften. Nach sechs Spielen mit der U-16, kam sie im September 2010 in der ersten  Qualifikationsrunde zur U-17-Fußball-Europameisterschaft der Frauen 2011 zum Einsatz. Beim Turnier in Bulgarien starteten sie mit einem 14:0-Rekordsieg gegen Litauen. Nach einem 10:0 gegen die Gastgeberinnen und einem 5:1 gegen Italien, waren sie als Gruppensiegerinnen für die zweite Runde qualifiziert. In der zweiten Runde im April 2011 setzten sie sich mit drei Siegen gegen Polen, England und Schweden durch, wobei sie beim 4:1 gegen Schweden ihr erstes Länderspieltor erzielte. Bei der Endrunde im Juli in Nyon verloren sie im Halbfinale mit 0:4 gegen den späteren Europameister Spanien und dann auch das Spiel um Platz 3 gegen Rekordeuropameister Deutschland mit 2:8.
Im September 2011 spielte sie dann erstmals mit der U-19. Beim Qualifikationsturnier der ersten Qualifikationsrunde zur U-19-Fußball-Europameisterschaft der Frauen 2012 hatten sie Heimrecht und konnten sich mit drei Siegen für die zweite Runde qualifizieren. Sie kam bei den Siegen gegen Slowenien und Wales zum Einsatz. Die zweite Runde Ende März/Anfang April 2012 verlief dann mit einem Remis und zwei Niederlagen weniger erfolgreich und sie kam nur bei der Niederlage gegen Frankreich zum Einsatz. Beim nächsten Anlauf im September verloren sie zwar nach Siegen gegen die Slowakei und die Republik Moldau gegen die gastgebenden Däninnen, als Gruppenzweite erreichten sie aber die zweite Runde. Beim Turnier im April 2013 in Portugal hatten sie nach einem Remis gegen Nordirland und einer Niederlage gegen Finnland keine Chance mehr sich für die Endrunde zu qualifizieren, konnten dann aber immerhin noch gegen die Gastgeberinnen gewinnen und Gruppenzweite werden. Damit endete zunächst ihre Zeit in den U-Mannschaften, im Januar 2015 kam sie dann aber noch zu einem Einsatz in der U-23-Mannschaft gegen Polen.
Ein Jahr später, am 14. Februar 2016 folgte dann ihr erster Einsatz in der A-Nationalmannschaft – ebenfalls gegen Polen. Sie stand dabei in der Startelf, wurde aber nach 52 Minuten ausgewechselt. Auf ihre nächsten Einsätze musste sie dann fast 13 Monate warten.  Beim Algarve-Cup 2017 hatte sie vier Einsätze, wobei sie je zweimal ein- und ausgewechselt wurde. Nach Einsätzen in der Vorbereitung auf die EM-Endrunde 2017, wo sie gegen Südamerikameister Brasilien in der Nachspielzeit die Gelb-Rote Karte erhielt, wurde sie auch für diese nominiert und dort zweimal eingesetzt. Nach drei Niederlagen mussten sie aber vorzeitig die Heimreise antreten. In der erfolglos verlaufenen Qualifikation für die WM 2019 hatte sie vier Kurzeinsätze von insgesamt 147 Minuten. Danach gab es noch Einsätze beim Algarve-Cup 2019, in zwei Freundschaftsspielen 2019 und beim Pinatar Cup im März 2020, aber noch keine weiteren Pflichtspieleinsätze.

## Privatleben
Im Januar 2018 wurde bei ihr Arthritis diagnostiziert, so dass sie nun fortlaufend Medikamente nehmen muss.

## Erfolge
- Isländische Pokalsiegerin 2017 (mit ÍBV Vestmannaeyja)
- Norwegische Meisterin 2018
- Norwegische Pokalsiegerin 2018